# See Jungle! See Jungle! Go Join Your Gang, Yeah. City All Over! Go Ape Crazy!

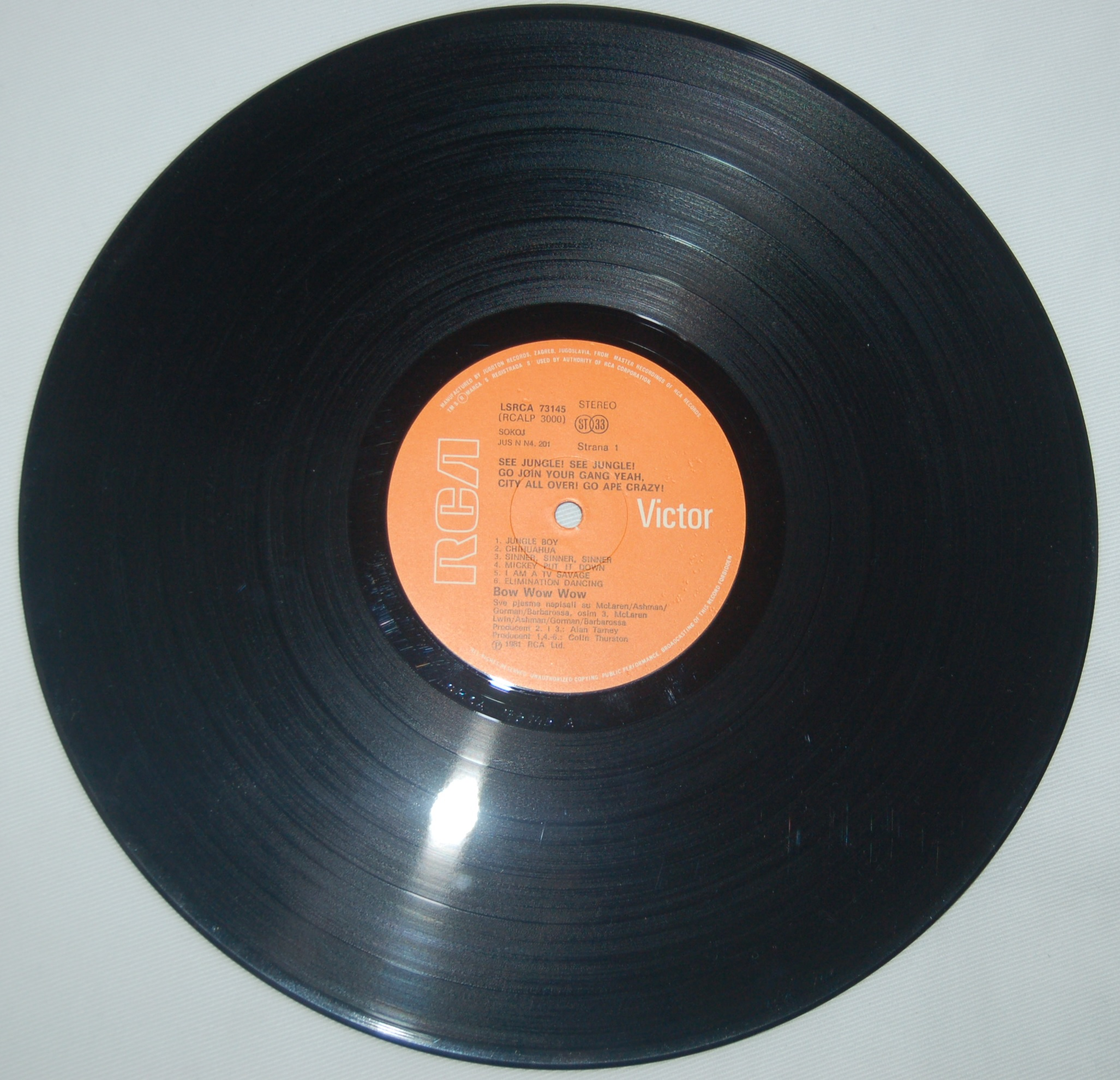
Disco in vinile, edizione jugoslava.

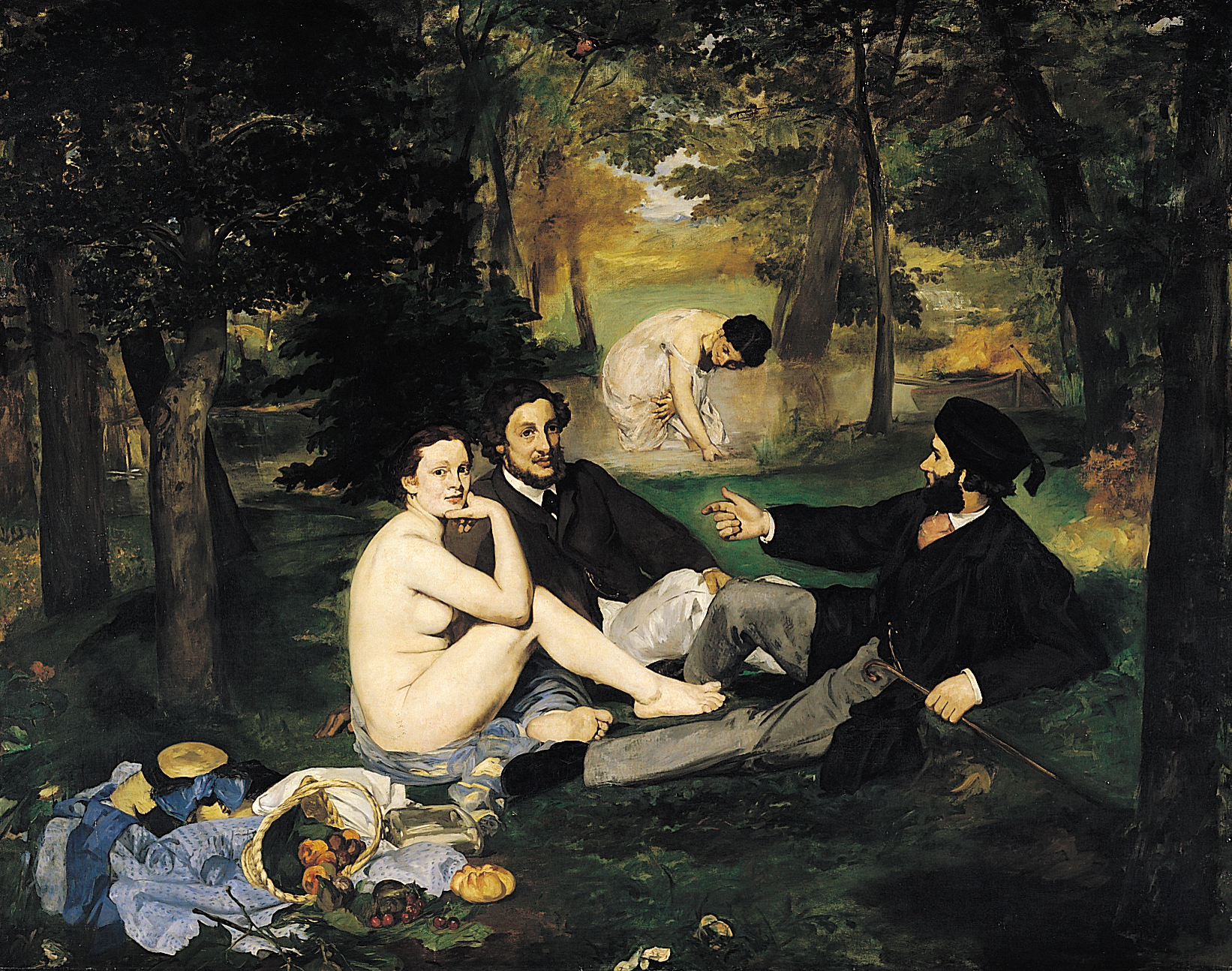
La Colazione sull'erba di Édouard Manet, il quadro al quale la copertina del disco è ispirata.

 See Jungle! See Jungle! Go Join Your Gang, Yeah! City All Over, Go Ape Crazy! è il secondo album (e il primo in vinile) del gruppo new wave inglese dei Bow Wow Wow.
L'album è noto soprattutto per la copertina: una rivisitazione fotografica della Colazione sull'erba di Manet con i componenti del gruppo in posa a rappresentare i personaggi del quadro. Tale fotografia da una parte suscitò alcune controversie per il fatto che la cantante Annabella Lwin vi comparisse nuda, dall'altra fu considerata da diversi critici come una delle copertine più belle di tutti i tempi.

## Tracce
Lato A
1. Jungle Boy – 2:47 (Barbarossa, Gorman, McLaren, Ashman)
2. Chihuahua – 4:15 (Barbarossa, Gorman, McLaren, Ashman)
3. Sinner! Sinner! Sinner! – 2:23 (Barbarossa, Gorman, Ashman)
4. Mickey, Put It Down – 3:03 (Barbarossa, Gorman, Ashman)
5. (I'm A) T.V. Savage – 2:40 (Barbarossa, Gorman, Ashman)
6. Elimination Dancing – 3:04 (Barbarossa, Gorman, Ashman)

Durata totale: 18:12
Lato B
1. Golly! Golly! Go Buddy! – 2:38 (Barbarossa, Gorman, McLaren, Ashman)
2. King Kong – 2:20 (Barbarossa, Gorman, McLaren, Ashman)
3. Go Wild in the Country – 2:44 (Barbarossa, Gorman, McLaren, Ashman)
4. I'm Not A Know It All – 2:54 (Barbarossa, Gorman, Ashman)
5. Why Are Babies So Wise – 2:55 (Barbarossa, Gorman, Ashman)
6. Orang-outang – 2:44 (Barbarossa, Gorman, Ashman)
7. Hello, Hello Daddy (I'll Sacrifice You) – 4:28 (Barbarossa, Gorman, Ashman)

Durata totale: 20:43
B-side
1. Prince of Darkness (Sinner! Sinner! Sinner!) – 2:22 (Barbarossa, Gorman, McLaren, Ashman, Lwin)
2. El Bosso Dicho – 2:12 (Barbarossa, Gorman, Ashman)
3. I Want Candy – 2:44 (Berns, Feldman, Goldstein, Gottehrer)
4. Louis Quatorze – 2:48 (Barbarossa, Gorman, McLaren, Ashman)
5. Mile High Club – 3:27 (Barbarossa, Gorman, McLaren, Ashman)
6. Louis Quatorze[4] – 2:48 (Barbarossa, Gorman, McLaren, Ashman)
7. Mile High Club[4] – 3:26 (Barbarossa, Gorman, McLaren, Ashman)
8. Teenage Queen – 3:23 (Barbarossa, Gorman, McLaren, Ashman)
9. Joy of Eating Raw Flash – 3:23 (Barbarossa, Gorman, McLaren, Ashman)
10. Cowboy – 3:31 (Barbarossa, Gorman, Ashman, Grillet)

Durata totale: 30:04

## Formazione
- Annabella Lwin - cantante solista
- Leigh Gorman - basso
- Matthew Ashman - chitarra
- David Barbarossa - batteria

## Classifica
- Billboard Music Charts (Nord America)[5]

### Album
| Anno | Chart      | Posizione |
| ---- | ---------- | --------- |
| 1981 | Pop Albums | 192       |

### Singoli
| Anno | Singolo   | Chart       | Posizione |
| ---- | --------- | ----------- | --------- |
| 1981 | Chihuahua | Pop Singles | 48        |